# جون برادلي (عسكري)
جون برادلي (بالإنجليزية: John Bradley)‏ هو عسكري أمريكي، ولد في 10 يوليو 1923 في أنتيغو في الولايات المتحدة، وتوفي بنفس المكان في 11 يناير 1994.